# گروه خرافی
گروه خرافی (به عربی: مجموعة الخرافي) شرکت خوشه‌ای کویتی است، که در زمینه تولید آلومینیم و فولاد، کشاورزی و تولید انواع کود، مواد غذایی، تولید بتن و آسفالت، ساخت‌وساز املاک و مستغلات، هتل‌داری، خدمات گردشگری، مدیریت رستوران‌های زنجیره‌ای، ارائه خدمات کارگزاری، مدیریت شرکت‌های هواپیمایی، دفع پساب و خدمات فرودگاهی فعالیت می‌کند. 
گروه خرافی در سال ۱۹۵۶ توسط ناصر الخرافی تأسیس شد و در حال حاضر دارای عملیات در کشورهای آفریقا، خاورمیانه، آلبانی، بلیز، بلغارستان، اندونزی، قزاقستان، مالدیو و هلند می‌باشد. دفتر مرکزی این شرکت در شهر کویت قرار دارد.